# Coralls rugosos
Els coralls rugosos, també anomenats tetracoral·laris, són una classe de cnidaris paleozoics que apareixen per primera vegada a l'Ordovicià mig i s'extingeixen al Permià superior. Varen tenir uns períodes de molta diversitat al Silurià i al Devonià. Es coneixen unes 29 famílies, 488 gèneres i 1337 espècies.

## Morfologia
Es diferencien dels altres dos grans grups de coralls, tabulats (paleozoics) i escleractinis (post-paleozoics) que presenten simetria radial, per mostrar simetria bilateral.
Els coralls rugosos poden tenir un hàbit solitari o colonial. Els solitaris tenen forma cònica invertida semblant a la banya mentre que els colonials l'esquelet pot adquirir morfologies molt variades, des de tabulars a en forma de dom; també poden ser lleugerament irregulars.
Parts de l'esquelet:
- Paret lateral: la paret del corall és de calcita i s'anomena teca i pot estar recoberta en la seva majoria per una beina esquelètica anomenada epiteca, amb una funció de sosteniment. És a la teca on es poden apreciar les línies de creixement, anomenades també rugae.[3]
- Part superior: s'anomena calze i es on viu l’organisme, és a dir, el pòlip. La seva superfície mostra una gran quantitat de septes, alguns dels quals arriben a estar connectats en la part central amb una estructura en forma de pilar axial anomenada columel·la.[3] Aquesta té una funció estructural en els coralls solitaris. Els coralls tabulats no en necessitaven ja que eren colonials i tenien el suport dels coralets veïns.

El nombre de septes formats durant el creixement era variable, tot i que sempre acaba seguint el mateix patró tetracoralari, és a dir, agrupats en quatre grups. A diferència dels coralls escleractínids, en els rugosos els septes apareixen durant el seu creixement en múltiple de 4 a partir de 4 septes inicials. El creixement d’aquests quatre grups de septes deixa un espai sense septes que s'anomena fòssula. Aquesta no és fàcilment observable en els exemplars de més edat, per quedar tancada pel creixement dels septes.
Mentre el pòlip va creixent, aquest es desplaça cap amunt. En els nivells on ja no habita el pòlip i per sosteniment, crea una sèrie de plaques de calcita en forma plana (tàbula) i de cúpula (dissepiments). Els dissepiments es concentren prop de la teca, formant el dissepimentari, que omple els espais buits i evita l’aparició de bacteris o altres paràsits.

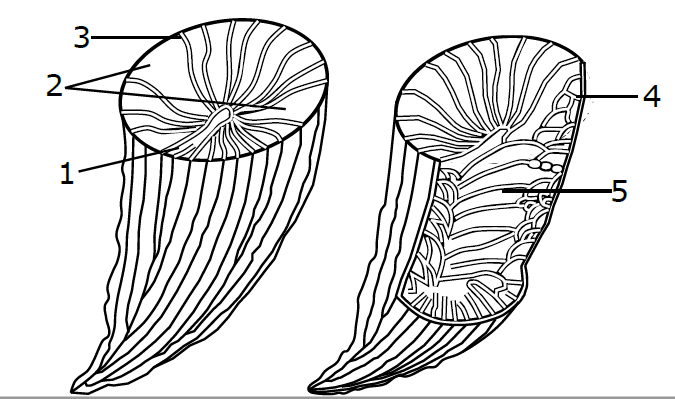
Esquema de la morfologia de l'esquelet d'un corall rugós solitari. A l'esquema de sobre, es poden observar les diferents parts de l'estructura de l'esquelet d'un corall rugós solitari: 1) Fòssula cordinal, 2) Fòssules alars, 3) Septes, 4) Dissepiments, 5) Tabules.

Els coralls tenen un creixement diari i les línies de creixement representen els dies de vida dels individus. Gràcies a això es pot comparar el nombre de línies de creixement entre els diferents períodes de Paleozoic, observant que el nombre de línies de creixement registrades en un any van passar de 412 a 390 des del Cambrià a l’Ordovicià, concloent així que el moviment de rotació de la Terra disminueix.
Els septes, les tàbules i els dissepiments es desenvolupen de manera diferent en cada un dels gèneres principals dels coralls rugosos, essent així els responsables de la diversitat i disparitat morfològica entre les espècies d’aquests coralls durant el Paleozoic. Algunes d’elles tenen septes més o menys prominents i més o menys allargats, formes variades, nombres variables de septes, diferents gruixos en les parets i altres diferències segons l'espècie.

## Paleoecologia
Els rugosos colonials constituïen bioconstruccions de coralls com els escleractinis actuals, construint la base de l'estructura amb els coralls tabulats i exclusivament al Silurià formant una simbiosi amb estromatoporoideus. La seva reproducció també es considera similar als coralls actuals, sent aquesta una reproducció en medis tropicals d'aigües somes i càlides. Per altra banda, de rugosos solitaris s'han trobat en el registre fòssil en diversos ambients sedimentaris, fins i tot en aigües profundes i poc il·luminades. Tot i així a partir del Carbonífer, almenys els coralls solitaris de mida gran, tenen més tendència a viure en ambients intermedis.
Es consideren com a carnívors ja que s'alimentaven de zooplànctons que els capturaven amb les seves cèl·lules urticants.

## Història evolutiva
Es creu que els primers rugosos varen aparèixer durant l'Ordovicià mitjà en el nord dels EUA i es varen expandir per tot el planeta en un període molt curt. El seu valor bioestratigràfic comença a partir del Silurià inferior-mitjà, que és quan van aparèixer les construccions coral·lines massives (escull de corall) i varen presentar una gran diversitat de morfologies en el seu esquelet. En el Devonià superior la biodiversitat disminueix significativament per l'extinció massiva del Devonià superior(esdeveniment Kellwasser).
Després de 36 Ma, durant el Carbonífer tornen a evolucionar i presentar una gran biodiversitat i construccions colonials, però no assoleixen el mateix valor bioestratigràfic, ja que la seva distribució va ser limitada i perquè els tabulats presentaven més individus i espècies per no haver estat afectats per l'extinció del Devonià superior. Finalment s'extingeixen al Permià per l'extinció P-T.

## Coralls rugosos a Catalunya
A Catalunya, els coralls rugosos o coralls banya van aparèixer per primera vegada en el període Ordovicià i ser molt abundants a mitjans del període Silurià. Van començar a caure en declivi durant el període Permià i es van extingir per complet a principis del període Triàsic. Els principals jaciments de coralls rugosos que es troben a Catalunya són a Montcada (Silurià), Camprodon (Silurià i Devonià) i Toses (Silurià).
Durant l'Era Paleozoica, Catalunya formava part d'una gran conca oceànica on es dipositaven materials fins argilosos. Aquests materials, a causa de les fortes pressions que suportaren en dipositar-se damunt seu al llarg de milions d'anys altres materials, es compactaren i es transformaren en els esquists i pissarres paleozoiques que afloren en les Serralades Costeres (Serra de Collserola, Montseny, Gavarres) i en la zona axial dels Pirineus.
Alguns coralls rugosos trobats a Catalunya són:
- Cysthiphillum, és un corall solitari, amb septes llargs, cadascun dels quals està format només per trabècules distants, separades, i desenvolupades només a les superfícies superiors de successius dissepiments globosos i tàbules. Els septes menors són molt llargs i els dissepiments són molt amples. La base del calze és inversament cònica, semblant a la inclinació dels dissepiments i les tabules. És del Silurià i es troba a Europa, Àsia, Austràlia i Nova York.[9]

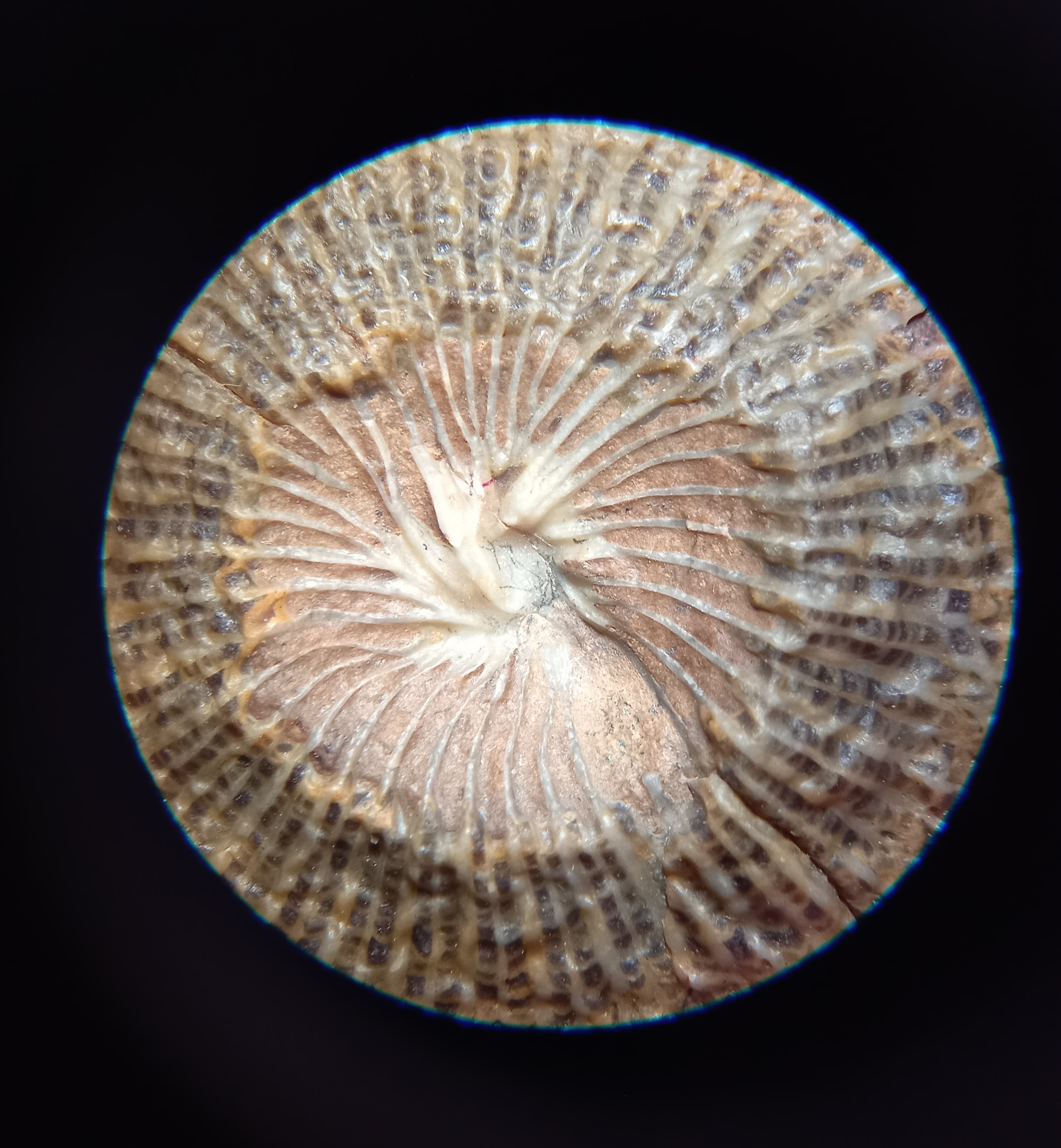
Imatge del calze d'un exemplar de Zaphrentis, Silurià, procedent del Marroc

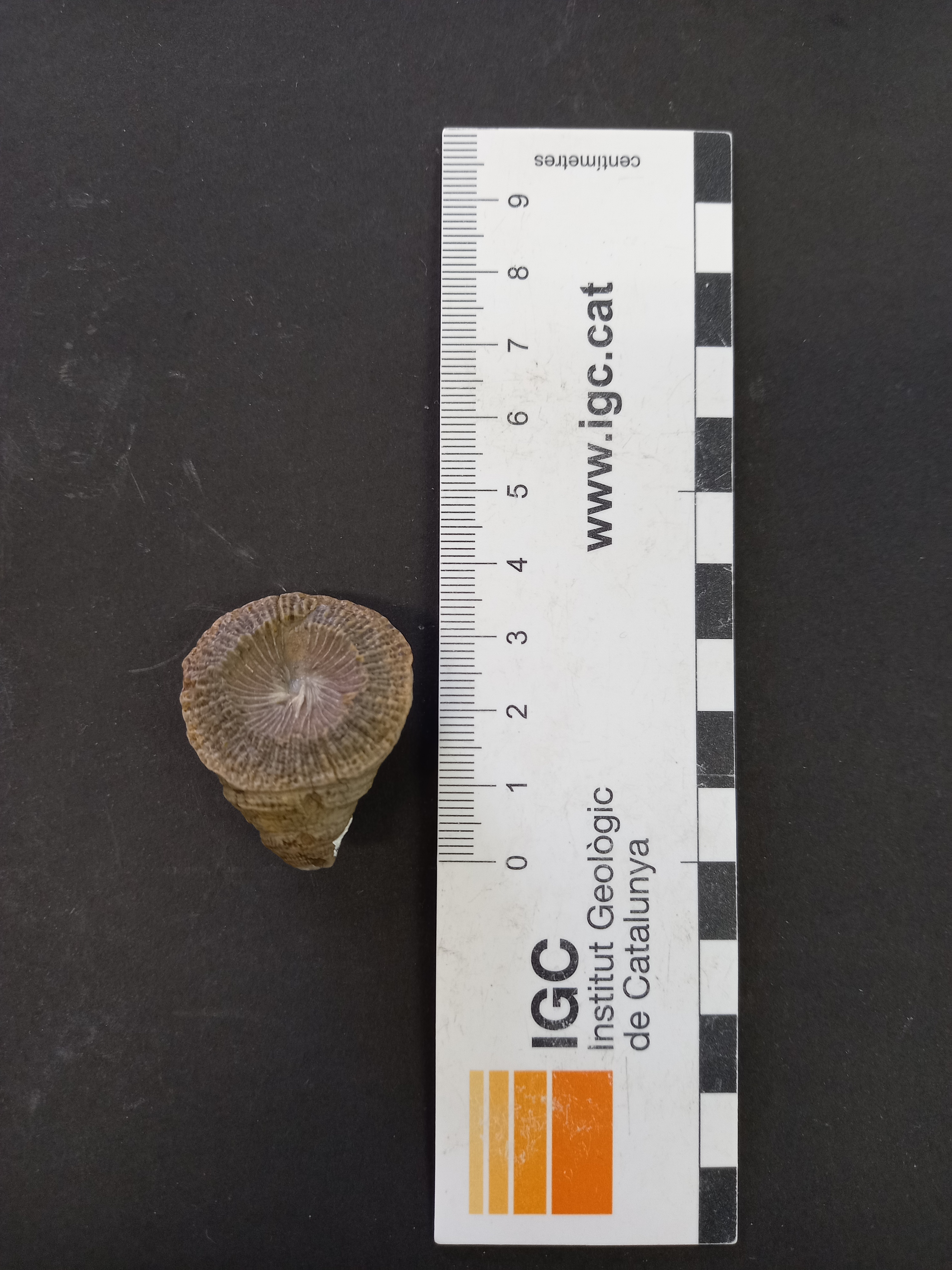
Imatge d'un exemplar del gènere Zaphrentis, procedent del Marroc.

- Zaphrentis: és un corall amb els septes majors molt llargs, distribuits homogèniament i en contacte distalment. Apareix un dissepimentari estret de dissepiments globosos únics a la vora del calze, en la qual els septes són prims. És del Devonià, i es troba principalment a Europa i Nord Amèrica. És un dels gèneres més abundants dels coralls paleozoics.[9]

- Petraia: és un corall amb els septes molt prims, els septes menors són llargs i contraingents. No presenta brides septals, i té poques tabules. És del Silurià i es troba a Europa, Àsia, Austràlia i Nova York.[9]

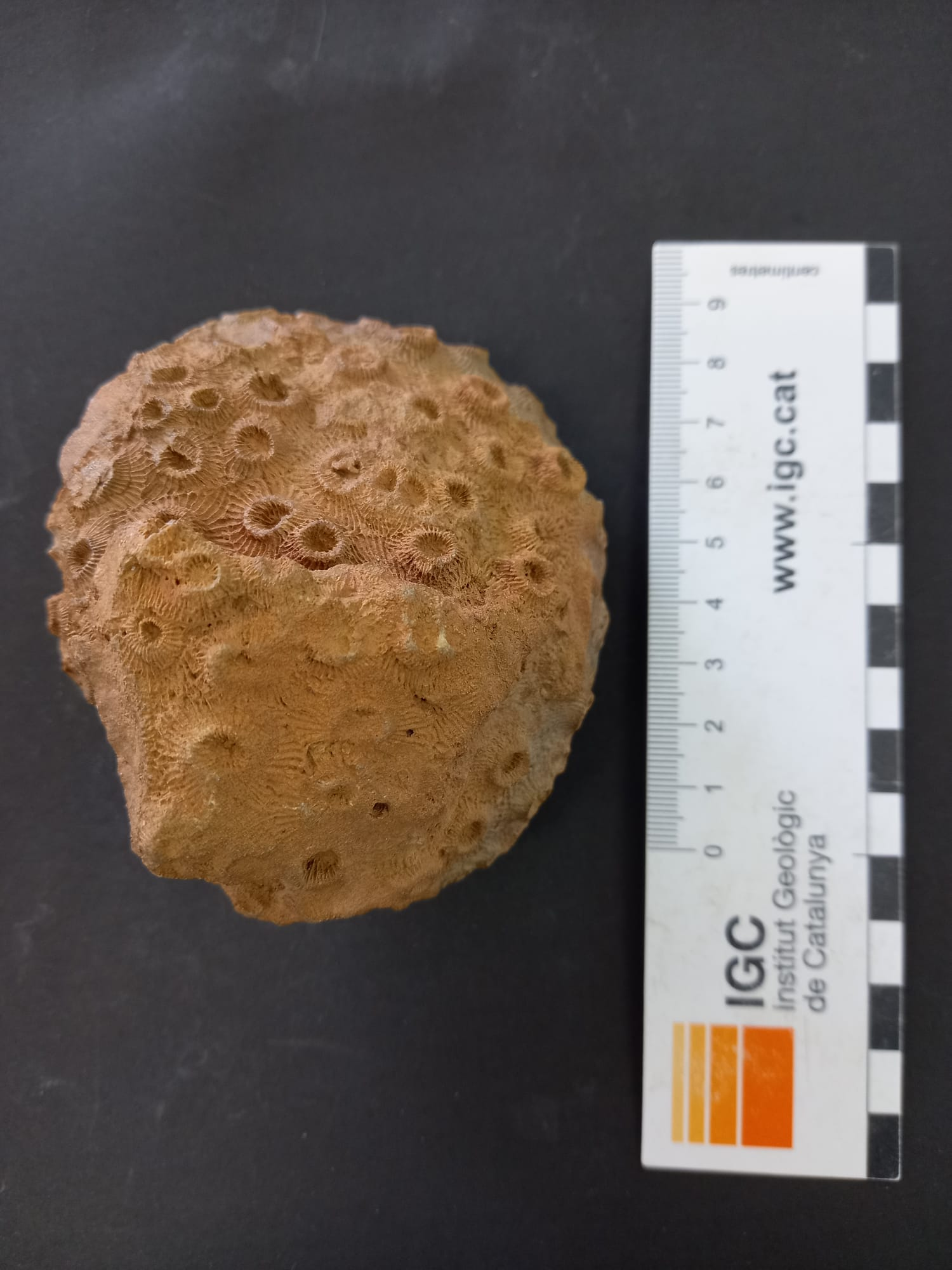
Imatge d'un exemplar del gènere: Acervularia. Un corall colonial del Silurià procedent de Marroc.